# Российская социалистическая рабочая партия интернационалистов
Российская социалистическая рабочая партия интернационалистов (РСРПИ) — социалистическая партия в России в 1919—1920 годах. Возникла на базе Российской социал-демократической рабочей партии (интернационалистов), РСДРП(и), действовавшей с 1917 года.

## История партии

### «Новожизненцы»
Партия взяла своё начало от группы так называемых «внефракционных социал-демократов», занимавмавших в годы 1-й мировой войны промежуточные позиции между большевиками и меньшевиками-интернационалистами. 
После Февральской революции члены группы Б. В. Авилов, В. А. Базаров, В. П. Волгин, В. А. Десницкий, Н. Н. Суханов и др. объединились вокруг газеты «Новая жизнь» и развернули фракционную работу, стремясь к идейно-организационному и политическому  единству различных отрядов российской социал-демократии. Эта группа получила известность как «новожизненцы».

### Попытка объединения всех фракций РСДРП
Во время работы 1-го Всероссийского съезда Советов по их инициативе было созвано совещание делегатов-эсдеков, которое избрало специальное бюро для подготовки объединительного съезда Российской социал-демократической рабочей партии. 
Предварительно бюро поручалось установить связи с ЦК большевиков, ОК меньшевиков, «межрайонцами» и руководством национальных социал-демократических партий и организаций. Такие связи были налажены, прежде всего с ОК меньшевиков, который включил членов бюро (Авилова, Базарова, Г. Линдова (Г. Д. Лейтейзена), Строева (Десницкого) и др.) в состав Центральной комиссии, образованной ОК тоже с целью созыва объединительного съезда РСДРП. 
Однако на самом съезде, проходившем 19—26 августа 1917 в Петрограде, желаемого единства достигнуть не удалось, в том числе, с его интернационалистической фракцией во главе с Ю. О. Мартовым. Делегаты «Новой жизни» квалифицировали решения съезда как разрыв с интернационализмом и на этой почве отказались войти в созданную РСДРП (объединенную).

### Создание отдельной партии
В отличие от межрайонцев, вступивших в партию большевиков на 6-м съезде, «новожизненцы» не вошли в РСДРП(б). Они предпочли путь образования собственной партии, учредив сначала «Организацию объединенных социал-демократов-интернационалистов» и местные органы в ряде крупных городов: Москве, Вологде, Казани, Перми и др. 
18—22 октября 1917 состоялась 1-я конференция организации с участием делегатов от 4 тыс. чл. На ней были рассмотрены текущие вопросы и принята политическая платформа. Суть последней сводилась к отрицанию возможности победы социалистической революции в России и необходимости установления диктатуры пролетариата. 
По мнению лидеров организации, Россия должна была стать демократической республикой во главе с сильной парламентской властью, но без президента. Эту идею они пытались отстаивать на 2-м Всероссийском съезде Советов, поддержав предложение Мартова о создании однородного социалистического правительства на многопартийной основе. 
Часть объединенных интернационалистов вошла в состав ВЦИК РСФСР, где играла роль оппозиции.
14—20 января 1918 Организация объединённых социал-демократов-интернационалистов оформилась в партию под названием РСДРП(и). На её учредительном съезде в Петрограде уже были представлены 15 местных организаций. Появились новые имена и среди лидеров: С. А. Лозовский, Р. П. Катанян, К. А. Попов, А. М. Стопани, О. Ю. Шмидт и другие. В центре внимания делегатов съезда было два вопроса — о текущем моменте и о власти (докладчик Авилов) и об отношении РСДРП(и) к другим социалистическим партиям (докладчик Линдов). В принятых по ним резолюциях съезд определил политическое лицо партии, её стратегию и тактику. Прежде всего отрицался социалистический характер Октябрьской революции, говорилось о невозможности построения социализма в одной стране. 
Вместе с тем, вооружённая борьба против большевиков осуждалась, выдвигался тезис о вытеснении их из всех органов государственного управления, в том числе путём перевыборов Советов. С целью создания многопартийной демократической власти предлагалось бороться за созыв Учредительного собрания, распущенного большевиками в союзе с левыми эсерами. По этому вопросу съезд был практически единодушен. Что касается второго вопроса, то здесь такой ясности не обнаружилось. Наоборот, при его обсуждении выявился весьма широкий разброс мнений — от неприятия большевиков и меньшевиков вообще до утверждения необходимости тесного сотрудничества с каждой из партий. В результате дискуссии съезд выразил надежду на выход мартовского крыла из РСДРП (объединенной) и оппозиционных элементов из РСДРП(б), предполагая принять тех и других в РСДРП(и).
Надежды эти, однако, не оправдались. События развивались так, что многие члены РСДРП(о) и РСДРП(и) порывали со своими партиями и вступали в ряды большевиков. Да и сама РСДРП(и) постепенно сближалась с РСДРП(б), чему, несомненно, способствовал председатель её ЦК Лозовский (с марта 1918).

### Сотрудничество с большевиками
Постепенный поворот РСДРП(и) в сторону сотрудничества с большевиками наметился осенью 1918, когда 7—10 ноября Всероссийская конференция РСДРП(и) высказалась в поддержку Советской власти и за вступление членов партии в Красную армию. ЦК РКП(б) направил, в свою очередь, местным партийным организациям циркулярное письмо, в котором предписал не чинить интернационалистам препятствий к участию в ответственной советской и военной работе. Это несколько сблизило позиции обеих партий, способствовало установлению между ними соответствующих контактов. Тем более, что уже к этому времени отдельные члены партий интернационалистов отправились на Восточный фронт, где участвовали в боях с мятежниками. В их числе перешедший в РКП(б) бывший лидер РСДРП(и) Линдов, погибший в январе 1919. 
Другие представители партии работали в наркоматах земледелия, здравоохранения, почт и телеграфа, юстиции, внутренних и иностранных дел, в аппаратах ВСНХ и ВЧК, в местных хозяйственных советских и профессиональных органах. Тогда же в партии развернулась дискуссия о возможности слияния с РКП(б). В соответствии с решением ноябрьской партийной конференции этот вопрос был вынесен на обсуждение очередной конференции РСДРП(и), которая состоялась в январе 1919. 
В результате обмена мнениями и докладов с мест делегаты пришли, с одной стороны, к выводу о том, что имелось все необходимое для объединения двух партий, прежде всего ликвидация разногласий о путях борьбы за социализм посредством диктатуры пролетариата, а с другой — посчитали преждевременным слияние с РКП(б). Такое противоречивое решение объяснялось следующими основными причинами:
- неправильным и крайне вредным для рабочего класса отрицанием РКП(б) пролетарского демократизма, который трактовался весьма широко — от свободной выборности Советов до полной гласности, от необходимости укрепления диктатуры пролетариата до ликвидации диктатуры партии над пролетариатом;
- отсутствием в стране революционного правопорядка, произволом отдельных групп и лиц, предоставлением коммунистическим ячейкам исключительных полномочий, зачастую насильственной заменой ими выборных органов назначенцами; массовым наплывом в РКП(б), в связи с воспитанием коммунистов в духе отрицания принципов пролетарского демократизма и физического подавления любой оппозиции, всякого рода проходимцев, для которых коммунизм явился лишь предлогом примазаться к казённому пирогу;
- крайне нездоровым положением в РКП(б), сложившимся, по мнению интернационалистов, ещё и потому, что членство стало выгодным делом, а партийный билет — охранной грамотой, что своими действиями и рядом постановлений центр, органы партии выделяли коммунистов в особое привилегированное по отношению ко всему рабочему классу положение.

Лозовский, комментируя решение январской конференции РСДРП(и) писал, что опасность морального разложения и превращения РКП(б) «в питающийся за счет пролетариата самодовлеющий привилегированный аппарат вызвала здоровую реакцию среди старых членов партии большевиков, которые поднимают вопрос о суровой чистке своих рядов от всех примазавшихся к ней элементов». 
И немалую роль в этой чистке ЦК РКП(б) отводил РСДРП(и), которая была небольшой партией, но объединявшей довольно значительное число опытных профессиональных партийных работников, что при её слиянии с РКП(б) имело бы важное значение. По свидетельству Лозовского, именно это обстоятельство имел в виду Я. М. Свердлов, когда за две недели до своей смерти 16.3.1919 сказал во время официальных переговоров с представителями ЦК РСДРП(и): «Объединяйтесь с нами скорей, тогда мы быстро очистим партию от примазавшихся к ней темных и подозрительных элементов. Нам марксисты нужны».
Однако интернационалисты отклонили предложение большевиков о слиянии РСДРП(и) с РКП(б).

### Съезд социал-демократов интернационалистов всех течений
Интернационалисты пошли на сближение, а затем и на объединение с другой небольшой партией — Российской партией независимых социал-демократов левых интернационалистов, созданной летом 1918 на базе группы левых эсдеков-интернационалистов, отколовшихся от РСДРП(и). Их совместный съезд, вошедший в историю как съезд социал-демократов интернационалистов всех течений, состоялся 15—19 апреля 1919 в Москве. В его работе участвовали 35 делегатов, которые представляли оргбюро по созыву съезда, два центральных партийных органа и 15 местных организаций, объединивших в общей сложности чуть более 1 тыс. чел.
Съезд провозгласил образование Российской социалистической рабочей партии интернационалистов (РСРПИ) и принял целый пакет документов программно-политического и организационного характера: тезисы о программе, устав партии, приветственные обращения Красной армии, пролетариям Венгрии и Баварии, резолюции о III Интернационале и др. В центре внимания съезда находился доклад о слиянии с РКП(б). В принятой по нему резолюции отмечалась тесная близость эсдеков-интернационалистов с коммунистами как в области программных положений, так и в понимании ближайших задач защиты завоеваний Октябрьской революции. 
Однако констатировалось наличие принципиальных тактических расхождений, прежде всего по вопросу о диктатуре пролетариата. Считая её неизбежной и необходимой в переходный период от капитализма к социализму, съезд особо под черкнул, что интернационалисты принимают её «как диктатуру класса, а не одной какой-либо его партии», ибо такая диктатура и система исключительных полномочий дает в руки масс присоединившихся к правящей партии некоммунистических и антиреволюционных элементов могучее орудие для произвола и террора, острие которых нередко направляется не только против врагов революции, но и против самого рабочего класса, вызывая в его среде недовольство и отлив революционного движения. Единственное средство ликвидации в стране разрухи и наведения порядка, сплочения трудовых масс России для борьбы с контрреволюцией, указывалось в документе, — это расширение социальной базы революции путём привлечения рабочих и крестьян к участию в свободно избираемых в центре и на местах органах Советской власти, на основе Конституции РСФСР, осуществляемой не на словах, а на деле.
Съезд высказался за сотрудничество с РКП(б) в реализации общих целей и задач, однако вопрос о слиянии коммунистов и интернационалистов дипломатически обошел, считая необходимым существование самостоятельной РСРПИ. В последующий период РСРПИ все более сближалась с РКП(б) и постепенно утратила роль оппозиции.

### Объединение с РКП(б)
В декабре 1919 года вновь возник вопрос о слиянии РСРПИ с партией большевиков, причём по инициативе ЦК РСРПИ, который 13 декабря обратился с соответствующим заявлением, выразив желание провести на предстоящем съезде слияние с РКП(б). Политбюро ответило согласием, и 19 декабря на съезде РСРПИ вопрос был решен положительно. Единственное, что просили интернационалисты — засчитать всем им, без исключения, партийный стаж, учитывая время пребывания в РСРПИ. 20 декабря состоялось очередное заседание Политбюро ЦК РКП(б), которое решило признать, как общее правило, время вступления интернационалистов в партию большевиков с сохранением их партстажа в РСРПИ. 
Вместе с тем оговаривалось, что по отношению к отдельным членам, в зависимости от решений местных комитетов РКП(б), могут допускаться изъятия в том смысле, что они будут считаться членами РКП(б) со дня слияния. 30 декабря 1919 года ЦК РКП(б) снял и эту оговорку. Так завершила свой путь РСРПИ, став в начале 1920 года частью Коммунистической партии.